# Casa de les Lletres de Barcelona
La Casa de les Lletres de Barcelona és un projecte d'equipament cultural fruit d'una reivindicació històrica de les associacions d'escriptors. Fou presentat per l'Ajuntament de Barcelona l'abril de 2017 i s'esperava que entrés en funcionament durant el 2018-2019 al Poblenou, però finalment aquesta opció es va descartar. Posteriorment, el gener de 2024, la Generalitat de Catalunya va anunciar que s'ubicaria al Palau Requesens, actual seu de l'Acadèmia de les Bones Lletres, i l'abril es van licitar les obres per a rehabilitar l'edifici, amb un pressupost de 4,8 milions d'euros.

## Història
El 2012, Oriol Izquierdo, director de la Institució de les Lletres Catalanes (ILC), ja avançava que una de les seves iniciatives era impulsar la Casa de les Lletres, tot recollint les reivindicacions de les associacions d'escriptors. En aquell moment, es plantejava com a seu un gran ateneu i, a més, com un espai on s'havia d'incloure el futur Museu de la Literatura. El projecte va quedar aturat fins al 2017, quan l'Ajuntament de Barcelona se'l va fer seu.

### Proposta municipal

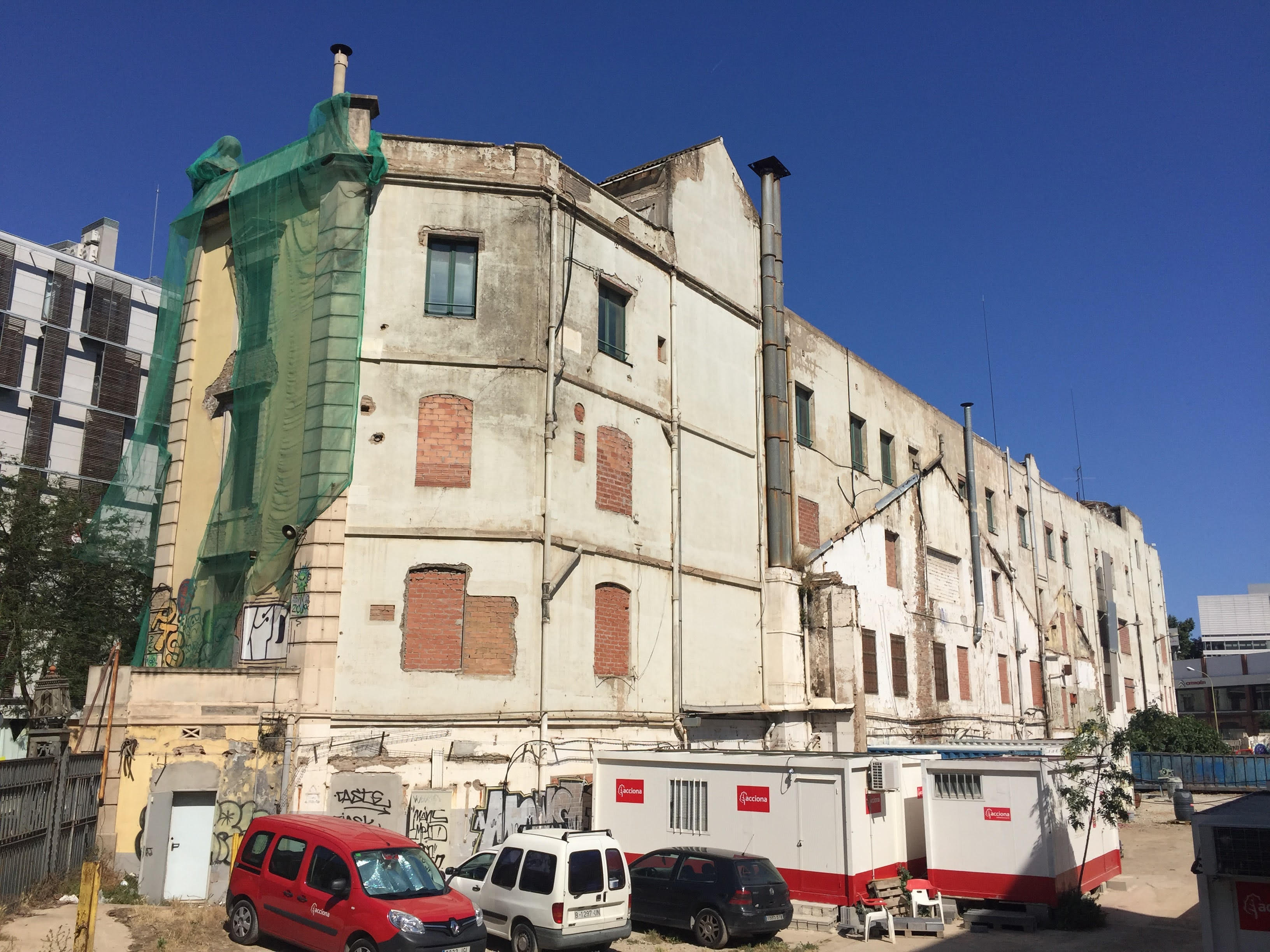
Edifici de la Companyia General d'Autobusos

La proposta municipal volia ocupar l'antic edifici de la Companyia General d'Autobusos (CGA) al carrer de Roc Boronat, 99-115, de propietat municipal. Va ser presentada per primera vegada pel regidor Jaume Collboni en el marc de l'edició 2017 del Festival Kosmopolis al CCCB. Un mes després, seria presentat oficialment a l'Institut de Cultura local.
El 2017, l'Ajuntament va habilitar 300.000 € dins d'una dotació pressupostària de 3.750.000 € per a la rehabilitació la façana i la reforma dels interiors, que s'esperava que es dugués a terme entre el 2018 i 2019. En la presentació es va dir que la Casa de les Lletres de Barcelona tindria l'objectiu d'esdevenir seu de les principals institucions, gremis i associacions del sector llibreter, així com també la de l'oficina Barcelona Ciutat Literària de la UNESCO i del Consorci de Biblioteques de Barcelona, l'Observatori internacional del Llibre, i que convidaria la Institució de les Lletres Catalanes a establir-hi la seva seu.
Amb la sortida del grup socialista del govern municipal el novembre del mateix any, el projecte es va refredar, reconsiderant que potser tenia més sentit vincular les entitats que s'havien d'allotjar en aquest projecte a la futura Biblioteca provincial de Barcelona, i finalment es va descartar.

### Proposta del Govern de la Generalitat

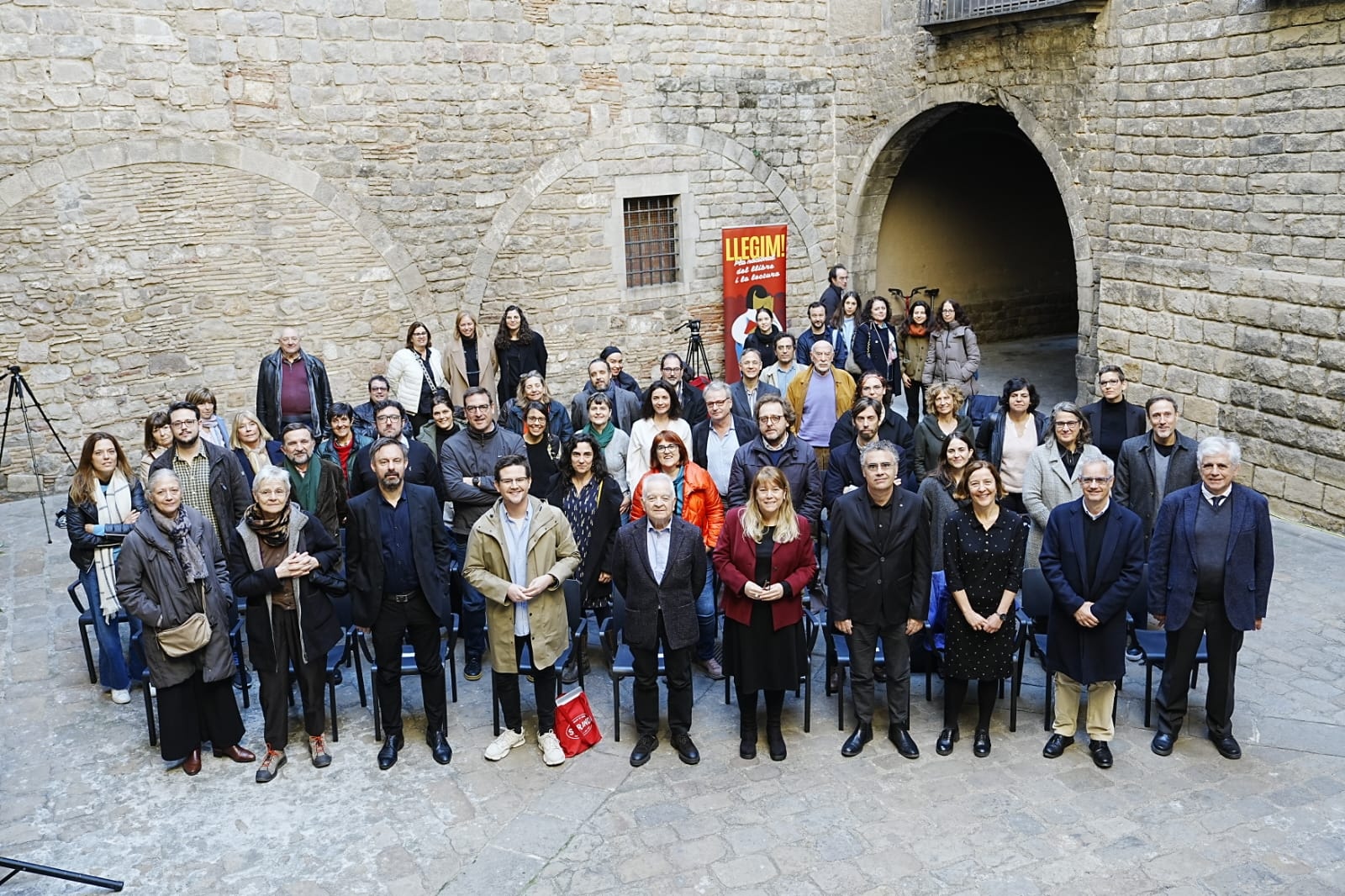
Presentació del projecte el febrer de 2024

El gener del 2024, com a conseqüència del desplegament del Pla Nacional del Llibre i la Lectura de Catalunya, aprovat el juliol del 2023, el Govern de la Generalitat va recuperar la iniciativa en aquest projecte, tot anunciant que la Casa de les Lletres s'ubicaria al Palau Requesens de Barcelona. Segons el projecte presentat, l'equipament acollirà la seu de la Institució de les Lletres Catalanes i també de les entitats representants de l'àmbit de la creació literària: l'Associació d'Escriptors en Llengua Catalana (AELC), el PEN Català, l'Associació Col·legial d'Escriptors de Catalunya (ACEC), el Consell Català del Llibre Infantil i Juvenil (IBBYcat) i Espais Escrits. L'Acadèmia de les Bones Lletres hi continuarà mantenint la seu. Actualment s'està treballant per definir el pla d'usos del palau, que hauria d'incloure un espai propi per a cada entitat i diversos espais compatits, entre els quals, sales d'actes i de reunions.
El pressupost dedicat a la rehabilitació és de 4,8 milions d’euros. Està previst que el concurs per al projecte arquitectònic s'adjudiqui el tercer trimestre del 2024, que la redacció del projecte finalitzi el primer semestre del 2025, i que les obres comencin entre l’últim trimestre d’aquest any i el primer del 2026, de tal manera que la Casa de les Lletres pugui estar definitivament oberta durant el primer trimestre del 2027.